# 大塚博堂・ゴールデンベスト・シングルス
『大塚博堂・ゴールデンベスト・シングルス』（おおつかはくどう・ゴールデンベスト・シングルス）は、2003年11月26日にゴールデン☆ベストシリーズの一つとして発売された。
ユニバーサル時代の「娘をよろしく」以外の大塚のシングルA面/B面全曲が網羅されている。
1曲目「ダスティン・ホフマンになれなかったよ」（シングルバージョン）、10曲目「小さな幸福でよければ」、18曲目「花びらは風に」、19曲目「映画館」、20曲目「Never could say good-bye」以上5曲は初CD化楽曲。

## 収録曲
| #         | タイトル                                                               | 作詞      | 作曲      | 編曲                             | 時間  |
| --------- | ---------------------------------------------------------------------- | --------- | --------- | -------------------------------- | ----- |
| 1.        | 「ダスティン・ホフマンになれなかったよ（シングルバージョン）」(初CD化) | 藤公之介  | 大塚博堂  | 惣領泰則                         | 3:56  |
| 2.        | 「坂の上の二階」                                                       | 藤公之介  | 大塚博堂  | あかのたちお                     | 3:48  |
| 3.        | 「過ぎ去りし想い出は」                                                 | 大塚博堂  | 大塚博堂  | 森岡賢一郎                       | 2:47  |
| 4.        | 「夕暮れのような微笑」                                                 | 藤公之介  | 大塚博堂  | あかのたちお                     | 3:54  |
| 5.        | 「季節の中に埋もれて」                                                 | 藤公之介  | 大塚博堂  | 森岡賢一郎                       | 3:11  |
| 6.        | 「旅でもしようか」                                                     | 藤公之介  | 大塚博堂  | あかのたちお                     | 3:14  |
| 7.        | 「哀しみ通せんぼ」                                                     | るい      | 大塚博堂  | 船山基紀                         | 3:00  |
| 8.        | 「翌朝」                                                               | 藤公之介  | 大塚博堂  | 馬飼野康二                       | 3:34  |
| 9.        | 「めぐり逢い紡いで」                                                   | るい      | 大塚博堂  | 林哲司                           | 3:29  |
| 10.       | 「小さな幸福でよければ」(初CD化)                                       | るい      | 大塚博堂  | 林哲司                           | 3:49  |
| 11.       | 「LOVE IS GONE」                                                       | るい      | 大塚博堂  | 宮川泰                           | 4:26  |
| 12.       | 「ピアノコンチェルトは聞こえない」                                     | るい      | 大塚博堂  | 宮川泰                           | 4:06  |
| 13.       | 「もう子供でも鳥でもないんだから」                                     | るい      | 大塚博堂  | クニ河内                         | 4:18  |
| 14.       | 「星への階段」                                                         | 大塚博堂  | 大塚博堂  | あかのたちお                     | 3:59  |
| 15.       | 「青春は最後のおとぎ話」                                               | 山川啓介  | 大塚博堂  | クニ河内                         | 4:41  |
| 16.       | 「異人館通り」                                                         | るい      | 大塚博堂  | スクランブル・ダスティン・バンド | 4:08  |
| 17.       | 「愁雨」                                                               | るい      | 大塚博堂  | 井上鑑                           | 3:22  |
| 18.       | 「花びらは風に」(初CD化)                                               | 辻井喬    | 井原宏泰  | クニ河内                         | 3:38  |
| 19.       | 「映画館」(初CD化)                                                     | 藤公之介  | 大塚博堂  | あかのたちお                     | 3:50  |
| 20.       | 「Never could say good-bye」(初CD化)                                   | 大塚博堂  | 大塚博堂  | あかのたちお                     | 5:21  |
| 合計時間: | 合計時間:                                                              | 合計時間: | 合計時間: | 合計時間:                        | 76:31 |